# Norasia Samantha (Schiff, 1985)
Die 1985 abgelieferte Norasia Samantha wurde auch als Schiff der Zukunft bezeichnet, da hier viele Elemente des gleichnamigen Forschungsvorhabens umgesetzt und in der Praxis getestet wurden.

## Forschungsvorhaben Schiff der Zukunft
Im Forschungsvorhaben Schiff der Zukunft wurden unterschiedliche Untersuchungen mit dem Ziel einer neuen Schiffsbetriebstechnik mit intensivierten Schiffsautomation durchgeführt, die zum Zeitpunkt der Realisierung dieses Schiffes teilweise über zehn Jahre vorher begonnen wurden.  Neben der Besatzungsreduzierung wurden im Rahmen der Forschungsaufgaben Optimierungen an diverse Schiffssystemen, Überwachungs- und Sicherheitseinrichtungen durchgeführt und hier praktisch umgesetzt. Außerdem spielte die Reduzierung des Energieverbrauches und der Umweltschutz eine wichtige Rolle. Auch bezüglich der Arbeitsabläufe an Bord und zum Arbeitsschutz wurden verschiedene Forschungsvorhaben durchgeführt und einige Ergebnisse daraus wurden in die Praxis umgesetzt. Andere Ergebnisse der arbeitswissenschaftlichen Begleitforschung waren jedoch teilweise schnell überholt, da die Zusammensetzung der Besatzung sich stark gewandelt hat.
Der erste Prototyp des Schiffes der Zukunft, häufig als SdZ abgekürzt, wurde am 1. Oktober als Norasia Samantha an die Partenreederei MS „Norasia Samantha“ (Bau-Nr. 207; Preis rund 33 Mio. DM) abgeliefert und über Peter Döhle verchartert. Gebaut wurde es von der Howaldtswerke-Deutsche Werft AG, Kiel und die Entwicklung und Konstruktion des Schiffes oder besser der Schiffsfamilie hatte einen längeren F- und E-Vorlauf bei verschiedenen Werften, Zulieferbetrieben und Hochschulinstituten.

## Technische Daten und Einrichtungen
Das in Kiel beheimatete Containerschiff war mit drei elektrohydraulischen Kränen mit 40 Tonnen Tragkraft bei 27 Metern Ausladung für den Ladungsumschlag ausgerüstet, außerdem sorgten zwei Krane im Hinterschiff mit 1 bzw. 5 Tonnen Tragkraft für die Versorgung mit Proviant und konnten im Reparaturfall und für das Bewegen von schweren Ersatzteilen genutzt werden. Die Norasia Samanta konnte bei einer Vermessung von 21.890 GT rund 1.890 TEU transportieren, unter Deck 844 TEU und an Deck 1.049 TEU und hatte an Deck Anschlüsse für 100 Kühlcontainer. Mit einer Länge (Lpp) von rund 189 Metern, Breite von 28,4 Metern und Tiefgang von 11 Metern ergab sich eine Tragfähigkeit von 31.000 tdw.
Ein langsamlaufender Zweitaktmotor (Mitsui/MAN/Burmeister & Wain-Diesel Typ 5 L 70 MC) mit 10.340 kW bei 95/min diente als Hauptantrieb und verlieh dem Schiff eine Geschwindigkeit von 17,8 Knoten. Zum besseren Manövrieren war ein Bugstrahlruder mit einer Nennleistung von 735 kW installiert. Jeder der drei Hilfsdiesel (Yanmar Typ M 200) hatte eine Nennleistung von 480 kW bei 900/min, der Notdiesel von KHD (Typ 6 L 413) erzeugte 80 kW. Außerdem war das Schiff mit einem Wellengenerator ausgestattet, der eine Nennleistung von 1.000 kW aufwies. Als Besonderheit verfügte das Schiff über einen Scoop-Kondensator, der zuvor nur auf großen mit Dampf angetriebenen Tankern zum Einsatz kam.
Die Brückenausstattung war aufgrund der F- und E-Ergebnisse und der im praktischen Schiffsbetrieb laufenden Untersuchungen erheblich aufwendiger als bei vergleichbaren Schiffen. Es wurde die bei modernen Küstenmotorschiffen angewendete Rundumsichtbrücke (Sietasbrücke) eingeführt, außerdem eine sogenannte Cockpitecke mit vorspringendem Brückenerker. Neben der typischen Ausstattung waren mehrere Anwendungen testweise doppelt vorhanden, da viele Anzeigen und Alarme zusätzlich auf Rechnerbildschirmen ausgegeben wurden.

## Ergebnisse
Insgesamt ergab das Forschungsvorhaben Schiff der Zukunft sehr viele wichtige Erkenntnisse für die Wirtschaftlichkeit und Sicherheit nicht nur für Containerschiffe. Viele der auf der Norasia Samantha und den anderen „Schiffen der Zukunft“ installierten Neuerungen haben sich bewährt. Andererseits hat man aber auch feststellen müssen, dass für die Werft oder Klassifikation interessanten Daten und Details für die Bordbesatzung wenig aussagen. Daher wurden später aus Datenfriedhöfen leicht verständliche graphische Darstellungen oder auch nur Grenzwertalarme. Die Entwicklungen in der Effizienz und besonders zum Umweltschutz wurden fortgesetzt. Das Freifallrettungsboot ist zum Standard geworden, es hat sich im Gegensatz zum Scoopkühler weltweit durchgesetzt.